# Everblack
Everblack är det sjätte studioalbumet av det amerikanska death metal-bandet The Black Dahlia Murder, utgivet 2013 av skivbolaget Metal Blade Records.

## Låtlista
1. "In Hell Is Where She Waits for Me"	– 5:20
2. "Goat of Departure" – 3:52
3. "Into the Everblack" – 4:34
4. "Raped in Hatred by Vines of Thorn" – 4:33
5. "Phantom Limb Masturbation" – 5:10
6. "Control" – 3:26
7. "Blood Mine" – 3:26
8. "Every Rope a Noose" – 3:52
9. "Their Beloved Absentee" – 5:01
10. "Map of Scars" – 5:19

- Text: Trevor Strnad
- Musik: The Black Dahlia Murder

## Medverkande
Musiker (The Black Dahlia Murder-medlemmar)
- Trevor Strnad – sång, sångtexter
- Ryan Knight – gitarr
- Brian Eschbach – gitarr
- Max Lavelle – basgitarr
- Alan Cassidy – trummor

Bidragande musiker
- Jannina Norpoth – violin
- Mike McKenzie – berättare
- David Mahler – dulcimer

Produktion
- Jason Suecof – producent, ljudtekniker, ljudmix
- The Black Dahlia Murder – producent
- Ryan Williams – producent, ljudtekniker, ljudmix
- Brian Slagel – producent
- Mark Lewis – ljudtekniker
- Eyal Levi – ljudtekniker
- Steve Lehane – ljudtekniker
- Alan Douches – mastering
- Nick Keller – omslagsdesign, omslagskonst